# Piotrowice (Kostomłoty)

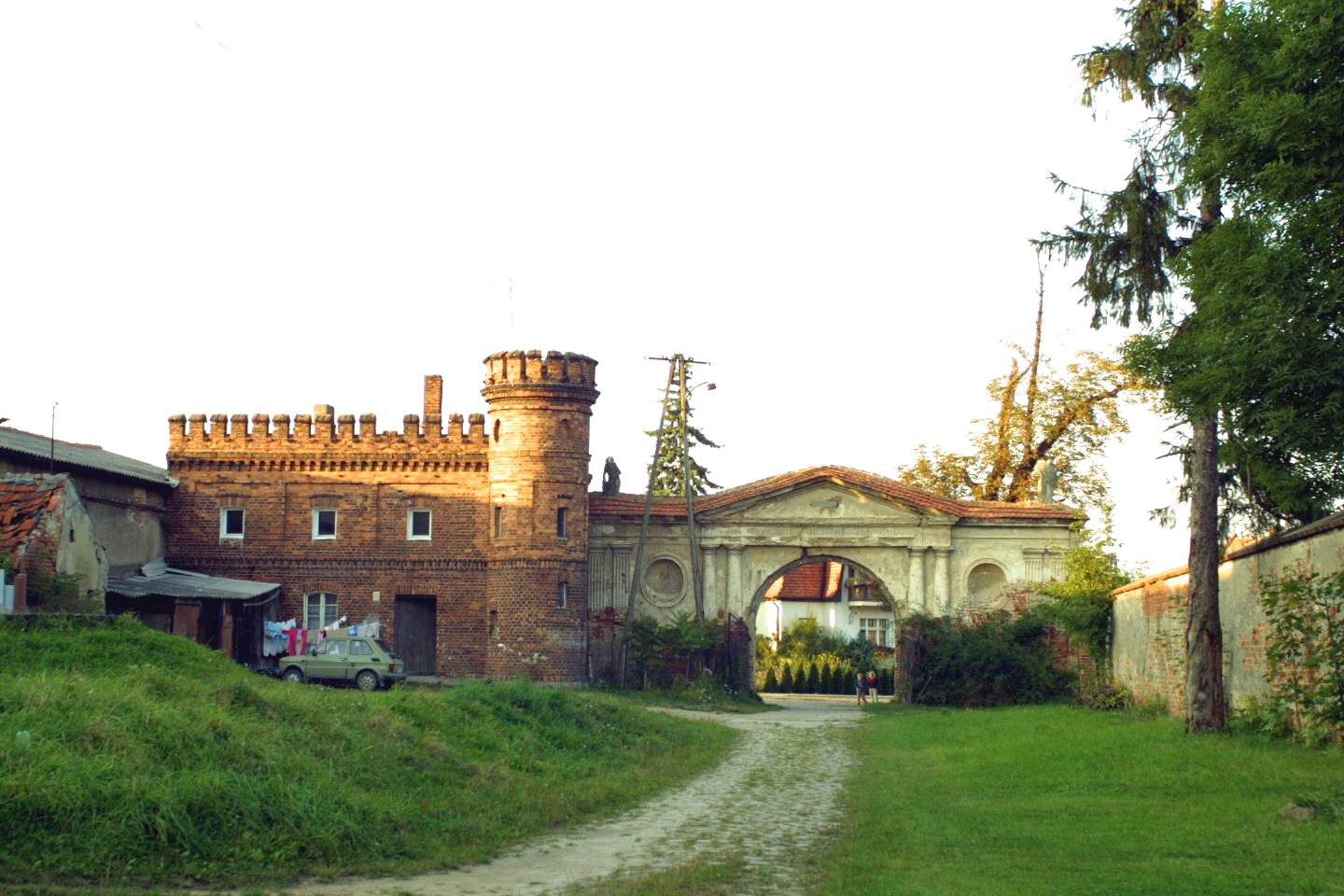
Schlosstor

Piotrowice (deutsch Groß Peterwitz) ist ein Ort in der Landgemeinde Kostomłoty (Kostenblut) im Powiat Średzki der Woiwodschaft Niederschlesien in Polen.

## Lage
Piotrowice liegt sechs Kilometer westlich von Kostomłoty (Kostenblut).
Nachbarorte sind Paździorno (Pohlsdorf) im Süden, Sokolniki im Osten, Jakubkowice (Jakobsdorf), Szymanowice (Schönbach) und Samsonowice (Spillendorf) im Norden.

## Geschichte

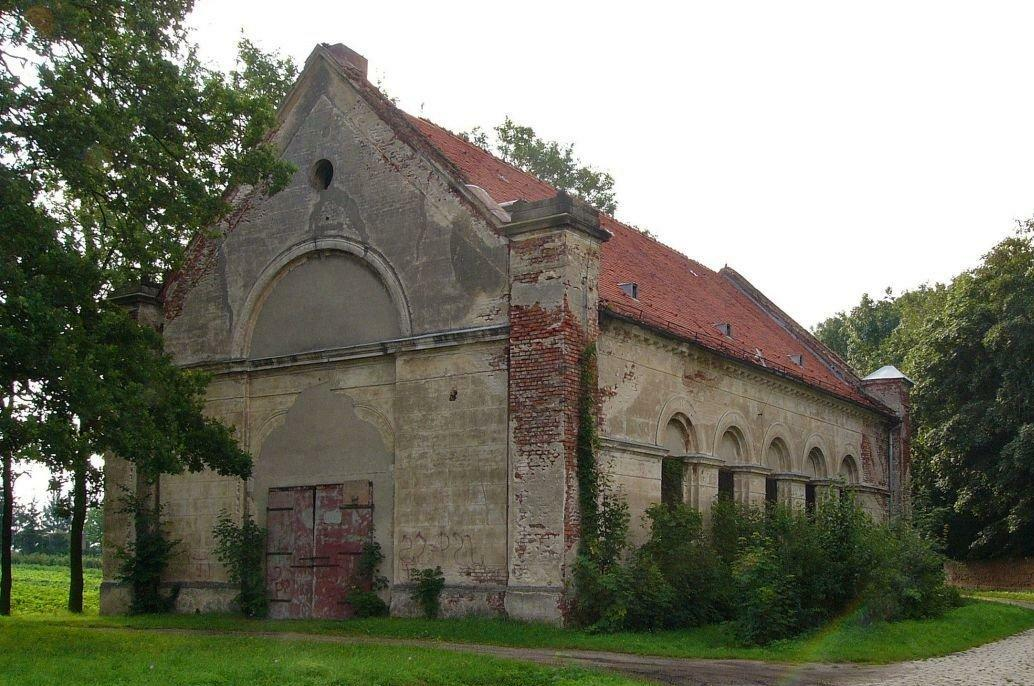
Ehemalige evangelische Pfarrkirche

„Peterwicz“ wurde 1298 erstmals urkundlich erwähnt und für das Jahr 1360 ist es in der Schreibweise Petirwicz belegt. Eine Pfarrkirche war bereits 1353 mit einer Pfarrhube vorhanden. Inhaber des Burglehens Groß-Peterwitz waren lange Zeit die Herren von Niemitz. 1594 starb Christoph von Niemitz, 1615 Friedrich von Niemitz und 1660 Hans Christian von Niemitz und Silbitz auf Peterwitz, Zauckwitz und Cosel.
Nach dem Ersten Schlesischen Krieg fiel Groß Peterwitz mit dem größten Teil Schlesiens an Preußen. Die alten Verwaltungsstrukturen wurden aufgelöst und Groß Peterwitz dem Landkreis Neumarkt eingegliedert, mit dem es bis 1945 verbunden blieb. Mitte des 19. Jahrhunderts gehörte Groß-Peterwitz dem Landesältesten Karl von Wallenberg, Erb- und Gerichtsherr des Burglehens Groß-Peterwitz, Zaugnitz und Koslau. 1845 zählte Groß-Peterwitz 109 Häuser, ein herrschaftliches Schloss und Vorwerk, 904 Einwohner, davon 303 katholisch und der Rest evangelisch, eine 1833 neu erbaute evangelische Pfarrkirche zu der eingepfarrt waren: Jakobsdorf, Koslau, Kostenblut, Pohlsdorf, Schmachtenhain, Schmellwitz, Schöbekirch, Spillendorf, Nieder-Struse, das Dominium Viehau mit Vorwerk, Wilkau mit Karlsberg, Zaugwitz und Zopkendorf, eine evangelisch Schule mit katholischer Simultan-Schule, eine katholische Pfarrkirche in der eingepfarrt waren: Zaugwitz, zwei Teilkirchen in Schöbekirch und Ober-Struse, sowie zwei Adjunkten in Lorzendorf und Pohsldorf, eine katholische Schule in der eingeschult waren: Jakobsdorf, Schöbekirch, Schönbach, Nieder-Struse, Schmachtenhain und Zaugwitz, eine Brauerei, eine Brennerei, 31 Handwerker, elf Händler. Zur Gemeinde gehörten zwei Wassermühlen, die Schloß- und Lasermühle.
Als Folge des Zweiten Weltkriegs fiel Groß Peterwitz 1945 mit dem größten Teil Schlesiens an Polen und wurde nachfolgend in Piotrowice umbenannt. Die deutsche Bevölkerung wurde, soweit sie nicht vorher geflohen war, weitgehend vertrieben. Die neu angesiedelten Bewohner waren teilweise Zwangsumgesiedelte aus Ostpolen, das an die Sowjetunion gefallen war.

## Sehenswürdigkeiten
- Römisch-katholische Pfarrkirche St. Katharina (Kościół parafialny pw. św. Katarzyny Aleksandryjskiej)
- vormals evangelische Pfarrkirche. Im Oktober 1741 erhielt die evangelische Kirchengemeinde die Erlaubnis zum Bau eines Bethauses, das 1743 von dem Rankauer Pastor Magister Karl Gustav Rötscher geweiht wurde. 1829 wurde das unbrauchbare Gebäude, in dem Kirch-, Pfarr- und Schulhaus vereint waren, geschlossen. 1832 begann der Bau einer neuen massiven Kirche, die am 20. Oktober 1833 geweiht wurde. 1841 kamen drei Glocken hinzu, die durch Spenden finanziert wurden.
- Schloss Groß Peterwitz, 1974 abgerissen[2]

## Persönlichkeiten
- Friedrich zu Limburg-Stirum (1835–1912), Staatssekretär im Auswärtigen Amt des Deutschen Kaiserreichs
- Richard zu Limburg-Stirum (1874–1931), Rittergutbesitzer und Landrat